# Оге
О́ге (исл. Åge, устаревшее датское написание Aage) — норвежское или датское мужское имя.
Åge — датская или норвежская форма слова Áki, древнескандинавский диминутив имени с префиксом anu (предок, отец). Шведская форма имени — Åke, нижненемецкая — Oke или Ocke.

## Некоторые носители имени
- Оге Нильс Бор (1922–2009), датский физик
- Оге Фрис (1870—1949), датский историк.
- Оге Хадлер (* 1944), норвежский ориентировщик
- Оге Эриксен (1917—1998), норвежский борец